# 吉恩·班克斯
尤金·拉冯·班克斯（英語：Eugene Lavon Banks，1959年5月15日—），美国NBA联盟前职业篮球运动员。他在1981年的NBA选秀中第2轮第5顺位被圣安东尼奥马刺选中。